# -gestel
Het toponiem -gestel of -gastel (vroeger ghestele) verwijst naar een zandige hoogte tussen een brede meander van een rivier. Het is een naam of achtervoegsel voor nederzettingen in de zuidelijke Nederlanden. Volgens de gangbare verklaring komt ges- daarbij van geest, gaast of gaistu, "zandige hoogte", namelijk de pleistocene zandgronden, in contrast met nabijgelegen holocene gronden. Het tweede woorddeel is het achtergevoegde el (of le, lo, lauha); hier betekenend: "bos". Het toponiem komt vooral voor in Noord-Brabant.
We vinden het onder meer in de plaatsnamen Moergestel, Luyksgestel en Sint-Michielsgestel. De laatste plaats heet in de wandeling ook wel Gestel. Als plaatsnaam komt ook het grondwoord Gestel zelf voor op verschillende plaatsen in Noord-Brabant en in België. Een van de vroegere dorpen die in de stad Eindhoven zijn opgenomen draagt deze naam.
Mogelijk dezelfde oorsprong geldt voor de naam van het dorp Gassel. In elk geval geldt ze wel voor het Noord-Brabantse Oud Gastel. De oudste vermelding van die plaats was Gestele (1275). Ook de plaatsnaam Gistel in West-Vlaanderen heeft dezelfde oorsprong.